# Diane McBain
Diane McBain (* 18. Mai 1941 in Cleveland, Ohio; † 21. Dezember 2022 in Woodland Hills, Kalifornien) war eine US-amerikanische Schauspielerin.

## Leben
McBain wuchs in Kalifornien auf und arbeitete noch während ihrer Schulausbildung an der Highschool von Glendale als Fotomodell. Sie erhielt einen Filmvertrag bei Warner Bros. und spielte 1959 Gastrollen in den Fernsehserien Maverick und 77 Sunset Strip. Außerdem hatte sie zwischen 1960 und 1962 die wiederkehrende Rolle der Daphne Dutton in der Fernsehserie Surfside 6. 1960 war McBain im Alter von 19 Jahren in ihrer ersten Filmrolle neben Richard Burton und Robert Ryan im Drama Titanen zu sehen. Nur ein Jahr später spielte sie die Titelrolle in Claudelle und ihre Liebhaber, dem jedoch kein größerer kommerzieller Erfolg beschieden war. 1962 wurde McBain für den Laurel Award in der Kategorie Top Female New Personality (etwa: "Beste neue weibliche Persönlichkeit") nominiert, ausgezeichnet wurde jedoch Ann-Margret. Weitere größere Rollen spielte McBain Mitte der 1960er an der Seite von Elvis Presley in Sag niemals ja und 1970 in Der Delta Faktor unter der Regie von Tay Garnett.
In den Jahren 1966 und 1967 begleitete sie Bob Hope bei seinen Auftritten für die United Service Organizations in Vietnam. McBain heiratete 1972 den Schauspieler Rodney Burke und bekam einen Sohn, die Ehe wurde 1974 geschieden. Ab Ende der 1970er-Jahre spielte sie gelegentlich kleinere Rollen und war unter anderem von 1982 bis 1984 in der Seifenoper Zeit der Sehnsucht zu sehen. Zuletzt trat sie 2001 in einer Folge der Serie Strong Medicine: Zwei Ärztinnen wie Feuer und Eis auf. Ihr Schaffen für Film und Fernsehen umfasst mehr als 70 Produktionen.

## Filmografie (Auswahl)

### Fernsehserien
- 1959: Maverick (Folgen 2×10, 2×16)
- 1959–1963: 77 Sunset Strip (9 Folgen)
- 1960: Lawman (Folge 2×32)
- 1960: Sugarfoot (Folge 3×14)
- 1960–1962: Surfside 6 (45 Folgen)
- 1965–1967: Solo für O.N.C.E.L. (The Man from U.N.C.L.E., 3 Folgen)
- 1965–1967:Verrückter wilder Westen (The Wild Wild West, Folgen 1×6, 2×20)
- 1966–1967: Batman (4 Folgen)
- 1970: Mannix (Folge 3×17)
- 1975: Die Küste der Ganoven (Barbary Coast, Folge 1×7)
- 1978: Der Mann in den Bergen (The Life and Times of Grizzly Adams, Folge 2×24)
- 1979–1981: Drei Engel für Charlie (Charlie’s Angels, Folgen 3×15, 5×10)
- 1980: Hawaii Fünf-Null (Hawaii Five-O, Folge 12×18)
- 1982: Dallas (Folgen 5×14, 5×15)
- 1982–1984: Zeit der Sehnsucht (Days of Our Lives, 20 Folgen)
- 1984: Airwolf (Folge 2×6)
- 1985: Die Fälle des Harry Fox (Crazy Like a Fox, Folge 1×7)
- 1985: Knight Rider (Folge 3×19)
- 1990: Jake und McCabe (Jake and the Fatman, Folge 4×10)
- 1996: Sabrina – Total Verhext! (Sabrina the Teenage Witch, Folge 1×5)
- 1998: Dr. Quinn – Ärztin aus Leidenschaft (Dr. Quinn, Medicine Woman, Folge 6×13)
- 2001: Strong Medicine: Zwei Ärztinnen wie Feuer und Eis (Strong Medicine, Folge 2×13)

### Film
- 1960: Titanen (Ice Palace)
- 1961: Claudelle und ihre Liebhaber (Claudelle Inglish)
- 1961: Sein Name war Parrish (Parrish)
- 1963: Frauen, die nicht lieben dürfen (The Caretakers)
- 1964: Die blaue Eskadron (A Distant Trumpet)
- 1966: Sag niemals ja (Spinout)
- 1967: Donner-Teufel (Thunder Alley)
- 1968: Die Satans-Engel von Nevada (The Mini-Skirt Mob)
- 1970: Der Delta Faktor (The Delta Factor)
- 1973: Bis die Gänsehaut erstarrt (Wicked, Wicked)
- 1980: Monster aus der Tiefe (Monster – The Legend that Became a Terror)
- 2000: Der Club der gebrochenen Herzen – Eine romantische Komödie (The Broken Hearts Club: A Romantic Comedy)

## Auszeichnungen
- 1962: Golden-Laurel-Nominierung (Top Female New Personality)